# Anastrophyllum nardioides
Anastrophyllum nardioides là một loài rêu trong họ Anastrophyllaceae. Loài này được Lindb. Kaal. mô tả khoa học đầu tiên năm 1898.